# Casa consistorial de Cinctorres
La Casa consistorial de Cinctorres (Ports) és un edifici construït probablement al segle xvi si bé en estil gòtic tardà civil, atenent a la tipologia formal d'aquestes edificacions. Consta que el vint d'octubre de 1562 la Justícia ja es va reunir sota un rafal on avui està aquesta casa. Ha tingut possibles reparacions com en 1616, finals del S. XVIII (reparació de la coberta), 1850 (dues presons), en 1981 i finalment en 1992. Actualment compta amb tres plantes: planta baixa, un rafal amb arcs i sala per a funcions municipals, planta primera, sala de plens i arxiu i planta segona, despatx i altra saleta de plens. S'exhibeixen fragments de retaules gòtics (restaurats) que van ser trobats al sostre durant la restauració de l'edifici.